# Claude Mattocks
Claude John Mattocks (* 21. Februar 1980 in Floriana) ist ein maltesischer Fußballspieler.
Mattocks begann das Fußballspielen beim Floriana FC. Dort schaffte er den Sprung im Erstligakader und wurde Stammspieler. Im Sommer 2004 wechselte er zum Sliema Wanderers und später zum FC Valletta und FC Marsaxlokk. Für die Nationalmannschaft Malta bestritt er mit Abständen immerhin 16 Länderspiele. Im Dezember 2007 war er bei einer Dopingkontrolle positiv auf 19-Norandrosteron getestet worden. Der Internationale Sportgerichtshof sperrte ihn deswegen 2009 für insgesamt ein Jahr.

## Erfolge
Sliema Wanderers
- Meister der Maltese Premier League 2004/05

FC Valletta
- Meister der Maltese Premier League 2007/08